# ドゥーエー包囲戦 (1710年)
ドゥーエー包囲戦（ドゥーエーほういせん、英語: Siege of Douai）は、スペイン継承戦争中の1710年4月22日から6月25日にかけて行われた、ドゥーエーの包囲。
1710年4月22日、プリンツ・オイゲンとマールバラ公爵率いる神聖ローマ帝国とグレートブリテン王国の連合軍16万がドゥーエーを包囲した。包囲に参加したのは4万人で、残りはフランス元帥クロード・ルイ・エクトル・ド・ヴィラールへの守備に回された。アルベルガティ将軍（Albergati）率いる駐留軍8千人は激しい戦闘の後降伏、弾薬の不足で2,500人を失い、包囲軍は8千人を失った。